# مالون‌دی‌آلدهید
مالون‌دی‌آلدهید (MDA) یک ترکیب آلی با فرمول شیمیایی اسمی CH2(CHO)2 است. یک مایع بی‌رنگ، مالون‌دی‌آلدهید یک ترکیب بسیار واکنش‌پذیر است که به‌صورت انول وجود دارد. این ماده به‌طور طبیعی شکل می‌گیرد و نشانگر استرس اکسیداتیو است.

## ساختار و سنتز
مالون‌دی‌آلدهید عمدتاً به‌صورت انول وجود دارد:
CH2(CHO)2 → HOC(H)=CH-CHO
در حلال‌های آلی، ایزومر سیس موردعلاقه است، در حالی که در آب ایزومر ترانس غالب است. تعادل سریع می‌باشد و برای بسیاری از اهداف بی‌اهمیت است.
در آزمایشگاه می‌توان آن را در محل با هیدرولیز استال 1،1،3،3-تترامتوکسی‌پروپان کرد که برخلاف مالون‌دی‌آلدهید به‌صورت تجاری در دسترس است و در شرایط قفسه پایدار است. مالون‌دی‌آلدهید به راحتی دپروتونه می‌شود تا نمک سدیم انولات (mp 245 درجه سانتی گراد) را ایجاد کند.